# Bình Thạnh
Bình Thạnh là một phường thuộc Thành phố Hồ Chí Minh, Việt Nam. Phường có diện tích khoảng 3,32 km² và dân số năm 2025 là 117.497 người người. Phường được thành lập năm 2025 và chính thức hoạt động từ ngày 1 tháng 7 năm 2025.
Ngày 18 tháng 4 năm 2025, Hội đồng Nhân dân thành phố Hồ Chí Minh ban hành Nghị quyết 25/NQ-HĐND năm 2025 về việc tán thành chủ trương sắp xếp ĐVHC cấp xã của thành phố Hồ Chí Minh: các phường 12, 14 và 26 của quận Bình Thạnh cũ.